# Montclar-sur-Gervanne
Montclar-sur-Gervanne är en kommun i departementet Drôme i regionen Auvergne-Rhône-Alpes i sydöstra Frankrike. Kommunen ligger i kantonen Crest-Nord som tillhör arrondissementet Die. År 2022 hade Montclar-sur-Gervanne 195 invånare.

## Befolkningsutveckling
Antalet invånare i kommunen Montclar-sur-Gervanne
Referens:INSEE